# Radio Télévision Luxembourg
Cet article est conçu comme une porte d'entrée vers la galaxie des chaînes de radio et de télévision RTL et ne traite ni de la radio française ni du groupe de média homonymes.
Pour la radio française, se reporter à l'article RTL.

Pour le groupe de média, se reporter à l'article RTL Group.
Pour les autres sens du sigle RTL se reporter à l'article RTL (homonymie) .
Radio Télévision Luxembourg, abrégé en RTL, est une marque commerciale multi-support du groupe audiovisuel CLT-UFA, filiale de RTL Group, désignant un ensemble de chaînes de radio et de télévision dans neuf pays européens.

## Histoire de la marque
La marque RTL est créée le 11 octobre 1966 par Jean Prouvost pour bien marquer le passage de l’ère de la radio à celle de la télévision et l’importance prise par ce dernier média dans la Compagnie luxembourgeoise de télédiffusion (CLT). Ce sigle est d’abord utilisé en radio pour nommer l’ancienne Radio Luxembourg dont le format un peu vieillot d’avant-guerre a laissé la place le 11 octobre 1966 à une formule plus dynamique et familiale qui caractérise « l’esprit RTL » pendant les 40 années à venir. Le sigle est ensuite utilisé sur Télé Luxembourg qui devint à la fin des années 1970 RTL Télé Luxembourg. Il est ensuite utilisé pour toutes les nouvelles déclinaisons radiophoniques ou télévisées lancées en Europe par la CLT, comme une marque de fabrique faisant référence aux deux médias pionniers à succès. Quasiment toutes ces nouvelles chaînes de radio ou de télévision utilisent le terme RTL précédé ou suivi d’un terme ou d’un chiffre.
Les différentes chaînes de radio et de télévision RTL ont aujourd'hui des programmes bien distincts ; un certain nombre d'entre elles ne sont plus ou n'ont jamais été produites ou diffusées à partir du Luxembourg, siège de la CLT, même si la plupart d'entre elles y ont été conçues[réf. nécessaire].
À la suite de la fusion de la CLT-UFA avec le groupe Pearson en 2000, le nouvel ensemble adopte la marque RTL pour se dénommer RTL Group, confirmant ainsi le fort potentiel de ce sigle créé 34 ans plus tôt. 
| Chaîne                | Création              | Pays                      | Type                                         | Diffusion                                                             |
| --------------------- | --------------------- | ------------------------- | -------------------------------------------- | --------------------------------------------------------------------- |
| RTL                   | 1933                  | Luxembourg puis France    | Radio généraliste                            | GO, puis dès 1984 également en FM                                     |
| RTL9                  | 1955                  | Luxembourg et France      | Télévision généraliste                       | Que depuis Dudelange, puis en 1972 par câble et en 1986 par satellite |
| RTL Radio             | 1957                  | Luxembourg et Allemagne   | Radio généraliste                            | OM et FM                                                              |
| RTL Radio Lëtzebuerg  | 1959                  | Luxembourg                | Radio généraliste                            | FM                                                                    |
| RTL Television        | 1984                  | Luxembourg puis Allemagne | Télévision généraliste                       | Hertzien, câble et satellite                                          |
| RTL-TVI               | 1987                  | Luxembourg et Belgique    | Télévision généraliste                       | Hertzien, câble et satellite                                          |
| RTL 4                 | 1989                  | Luxembourg et Pays-Bas    | Télévision généraliste                       | Hertzien, câble et satellite                                          |
| RTL Télé Lëtzebuerg   | 1991                  | Luxembourg                | Télévision généraliste                       | Hertzien, câble et satellite                                          |
| Bel RTL               | 1991                  | Belgique                  | Radio généraliste                            | FM                                                                    |
| 104.6 RTL             | 1991                  | Allemagne                 | Radio généraliste locale                     | FM                                                                    |
| RTL ZWEI              | 1993                  | Allemagne                 | Télévision généraliste                       | Hertzien, câble et satellite                                          |
| HITRADIO RTL SACHSEN  | 1993                  | Allemagne                 | Radio musicale locale                        | FM                                                                    |
| RTL 5                 | 1993                  | Luxembourg et Pays-Bas    | Télévision généraliste                       | Hertzien, câble et satellite                                          |
| Club RTL              | 1995                  | Luxembourg et Belgique    | Télévision généraliste                       | Hertzien, câble et satellite                                          |
| RTL2                  | 1995                  | France                    | Radio musicale                               | FM                                                                    |
| Super RTL             | 1995                  | Allemagne                 | Télévision thématique                        | Câble et satellite                                                    |
| RTL7                  | 1996 (arrêt en 2002)  | Pologne                   | Télévision généraliste                       | Câble et satellite                                                    |
| RTL Klub              | 1997                  | Hongrie                   | Télévision généraliste                       | Hertzien, câble et satellite                                          |
| RTL/ProSieben Schweiz | 1999 (arrêt en 2000)  | Suisse et Allemagne       | Fenêtre publicitaire et programme spécifique | câble                                                                 |
| RTL Shop              | 2001 (vendue en 2008) | Allemagne et Luxembourg   | Télévision thématique                        | Câble et satellite                                                    |
| 89.0 RTL              | 2003                  | Allemagne                 | Radio musicale locale                        | FM                                                                    |
| RTL Zwee              | 2004                  | Luxembourg                | Télévision généraliste                       | Hertzien, câble et satellite                                          |
| Plug RTL              | 2004                  | Luxembourg et Belgique    | Télévision généraliste                       | Hertzien, câble et satellite                                          |
| RTL Televizija        | 2004                  | Croatie                   | Télévision généraliste                       | Hertzien, câble et satellite                                          |
| RTL 7                 | 2005                  | Luxembourg et Pays-Bas    | Télévision généraliste                       | Hertzien, câble et satellite                                          |
| RTL Crime             | 2006                  | Allemagne                 | Télévision thématique                        | Hertzien, câble et satellite                                          |
| RTL Living            | 2006                  | Allemagne                 | Télévision thématique                        | Hertzien, câble et satellite                                          |
| RTL 8                 | 2007                  | Luxembourg et Pays-Bas    | Télévision généraliste                       | Hertzien, câble et satellite                                          |
| RTL-L'Équipe          | 2007                  | France                    | Radio sportive                               | Internet                                                              |
| RTL 24                | 2008                  | Luxembourg et Pays-Bas    | Télévision thématique information            | DVB-H                                                                 |
| RTL+                  | 2008                  | Hongrie                   | Télévision généraliste                       | Câble et satellite                                                    |
| RTL Lounge            | 2009                  | Luxembourg et Pays-Bas    | Télévision thématique femmes                 | DVB-C                                                                 |
| RTL 2                 | 2011                  | Croatie                   | Télévision généraliste                       | Hertzien, câble et satellite                                          |
| RTL II                | 2012                  | Hongrie                   | Télévision généraliste                       | Hertzien, câble et satellite                                          |
| RTL Nitro             | 2012                  | Allemagne                 | Télévision thématique                        | Hertzien, câble et satellite                                          |
| BIG RTL Thrill        | 2012 (vendue en 2014) | Inde                      | Télévision thématique                        | Câble et satellite                                                    |
| RTL CBS Entertainment | 2013                  | Singapour                 | Télévision thématique                        | Câble et satellite                                                    |
| RTL CBS Extreme       | 2014                  | Singapour                 | Télévision thématique                        | Câble et satellite                                                    |